# لالیک
لالیک (به انگلیسی: lalique) یک مرکز فرانسوی طراحی شیشه و شیشه سازی می‌باشد که در سال ۱۸۸۸ میلادی توسط شیشه ساز و جواهر ساز معروف آقای رنه لالیک تأسیس شد.
در اوایل قرن بیستم، لالیک بهترین تولیدکننده محصولات شیشه ای اعم از شیشه عطر، گلدان، تندیس و جواهرات بود.
پس از مرگ رنه، مارک لالیک فرزند رنه مدیریت شرکت را بر عهده گرفت که در اوایل دهه ۱۹۵۰ به تولید کریستال روی آورد
از سال ۲۰۱۰ لالیک متعلق به یک شرکت سوئیسی به نام هنر و رایحه می‌باشد.

## تاریخچه لالیک

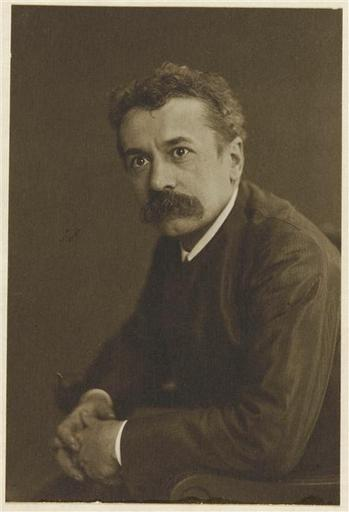
رنه لالیک(rene lalique)

رنه لالیک (۱۹۴۵–۱۸۶۰) در سن ۱۶ سالگی کار خود را به عنوان شاگرد جواهرفروشی آغاز کرد و نهایتاً تا سال ۱۸۸۱ او طراح آزاد (فریلنسر) بسیاری از جواهرسازان مشهور پاریس بود.
او در سال ۱۸۸۵، کارگاه خود را در منطقه گیلون (Gaillon) در پاریس، یعنی محل کارگاه سابق ژول دستیپ جواهرساز شهیر باز کرد.
در سال ۱۸۸۷، لالیک بازرگانی را در خیابان چهارم سپتامبر (Rue du Quatre-Septembre) باز کرد و در سال بعد علامت (RL)را برای خود ثبت کرد
در سال ۱۸۹۰ او یک فروشگاه دیگر نیز در منطقه اپرای پاریس باز کرد؛ لالیک در طی دهه ۱۸۹۰ تا ۱۹۹۰یکی از مشهورترین جواهرسازان پاریس بود . 
در سال ۱۹۰۵ میلادی، لالیک فروشگاه جدیدی را در منطقه وندوم باز کرد که به نمایش جواهرات و محصولات شیشه ای و هنر شیشه سازی اختصاص داشت.
این فروشگاه نزدیک به مغازه عطرساز معروف فرانسیس کوتی " François Coty " بود؛ در سال ۱۹۰۷، لالیک شروع به تولید شیشه عطر برای شرکت کوتی " Coty " کرد.
تولید اشیاء و محصولات شیشه ای در کانتری ویلا در سال ۱۹۰۲ شروع و تا سال ۱۹۱۲ ادامه داشت.
اولین شیشه سازی لالیک در سال ۱۹۰۹ در یک مغازه اجاره ای در منطقه کم لویل (Combs-la-Ville) افتتاح شد که لالیک در سال ۱۹۱۳ آن را خریداری کرد.
در دسامبر ۱۹۱۲، لالیک میزبان نمایشگاه (شیشه لالیک) در فروشگاه وندوم بود
در طول جنگ جهانی اول، برای حمایت از تلاش‌های جنگی اقدام به تولید قطعاتی با شیشه نمود.
در سال ۱۹۱۹ کار بر روی تأسیس کارخانه جدید در وینگن سور مودر (Wingen-sur-Moder) آغاز شد که در سال ۱۹۲۱ افتتاح شد.
از ۱۹۲۵تا ۱۹۳۱، لالیک ۲۹ مدل تندیس کوچک تولید کرد؛ یک مجسمه پری دریایی که برای اولین بار در سال ۱۹۲۰ تولید شده بود، بعدها به عنوان یک تندیس اتوموبیل فروخته شد.
در طول دهه ۱۹۲۰ و ۱۹۳۰، لالیک یکی از مشهورترین شیشه سازان جهان بود.
رنه لالیک در سال ۱۹۴۵ درگذشت و پسرش مارک لالیک تجارت را ابتدا با عنوان "M.Lalique"شروع کرد و بعدها تحت عنوان "Cristal Lalique"به فعالیت خود ادامه داد.
تحت رهبری مارک، این شرکت از تولید شیشه‌های لالیک معروف به تولید کریستال روی آورد.
در سال ۱۹۹۴ به پوچیت (Pochet) فروخته شد و در سال ۲۰۰۸ شرکتی سوئیسی با عنوان هنر و رایحه آن را خریداری نمود.
در سال ۲۰۱۰ لالیک به طور کامل به شرکت سوئیسی هنر و رایحه منتقل شد.

## محصولات لالیک
امروزه لالیک مجموعه ای از محصولات لوکس را در پنج دسته اصلی تولید می‌کند: جواهرات، لوازم تزئینی، طراحی داخلی، عطر و هنر.
از اواسط قرن بیستم لالیک با تولید آثار هنری کریستالی شناخته شده‌است.
علاوه بر عطر (در سال ۱۹۹۲)، هنرهای تزئینی غیر شیشه ای از سال ۲۰۱۱ به خط تولید لالیک اضافه شده‌است.
از سال ۲۰۰۹ محصولات طراحی شده توسط رنه لالیک افزایش یافته‌است.
لایک از زمان تأسیس خود تا دهه ۱۹۱۰ یکی از مدرن‌ترین طراحان هنر جواهرسازی فرانسه بود.
در دو دهه اول قرن بیستم، لالیک به عنوان یکی از مشهورترین سازندگان اشیاء شیشه ای هنری در جهان شناخته شد.
در نیمه اول قرن بیستم لالیک شیشه عطر، گلدان (حدود ۳۰۰ طرح)، تندیس (۳۰ طرح) و کارهای شیشه ای تزئینی مانند جواهرات، کتابدار و تیله تولید کرد.
لالیک همچنین چندین طراحی فضای داخلی با شیشه را نیز انجام داده‌است که شامل موارد ذیل می‌شود: پاریس اس اس، ایلی اف دی فرانسه، کشتی نرماندی، راه‌آهن اورنت اکسپرس، هتل صلح (شانگهای)، ساختمان اویفات (لس آنجلس) کلیسای متی (نیوجرسی)
امروزه مشهورترین و خوشبوترین عطر این برند، لالیک مشکی است.

## کارخانه لالیک
در سال ۱۹۲۱ واحد تولیدی کریستال شرکت لالیک در وینگن سور مودر (Wingen-sur-Moder) افتتاح شد.